# James Soong
James Soong Chu-yu (宋楚瑜T, Sòng ChǔyúP; Xiangtan, 16 marzo 1942) è un politico taiwanese, leader e fondatore nel 31 marzo 2000 del Partito Prima il Popolo.